# 内谢尔
内谢尔，以色列海法区城镇，总面积12.09平方公里，总人口23,000(2010)。

## 人口
以色列中央统计局的数据显示，2005年，内谢尔人口99.5%为犹太人；30.7% 的人口为1990年以后定居以色列的移民。